# 自動進路制御装置
自動進路制御装置（じどうしんろせいぎょそうち、通称PRC : Programmed Route Control）とは、信号や分岐器を自動操作するシステムの一つで、列車運行管理システム (PTC) の一部として用いられている。

## 概要
本装置は列車運行ダイヤを作成・管理する情報処理装置 (EDP) と、駅の信号・転轍機を集中制御する列車集中制御装置 (CTC) の仲介をする装置となる。EDPから受け取った運行ダイヤの情報と、CTCの表示情報からの個々の列車の在線状況と個々の列車の移動の追跡結果を元に、CTCへの信号機や転轍機の動作指示を自動で行うことで、個々の列車の進路制御を自動的に行う装置である。従来（ CTC のみの導入も含む）は連動装置のてこ（スイッチ）を使って信号や分岐器を操作し、安全上問題のある操作は連動装置により不可能だったが、人間が操作する以上勘違いなどのミスにより列車を別の番線などに進入させることがあった。PRC は人の作業を自動化する装置であり、予め列車の出発順序や信号機や分岐器の操作をプログラムしておくことで、自動的に列車の出発順序で信号や分岐器が操作される。また、各駅において列車の発着状況を監視しており、遅延を検出した場合には警報を表示させる機能があるほか、駅での列車の出発時刻の一定時分前に出発指示合図を制御する出発指示合図制御、列車が駅の接近区間に進入した際に、その列車の種別に対応した放送文選択コードを駅の案内放送に送り、昼夜でその音量を調節を行う案内放送制御の機能がある。
一方でダイヤの遅れが生じてしまうと、このプログラムを操作に使用することは不可能になってしまう。このような場合、最終的には手動に切替えて操作を行わなければならない。この問題を解決すべく、後に時刻変更や順序変更・交換変更・運休・臨時列車運転等の運転整理機能も付加された列車運行管理システムが開発された。
なお、PRC 装置は一般には CTC と接続して使用されるもので、運転事故や輸送障害が発生しない限り運転要員は監視作業だけで済む。CTC を導入していない路線でも、駅構内の分岐器や信号を自動制御する｢駅PRC｣を導入している路線もある。

## 類似システム
列車順序を管理せずに予め登録された進路に対して信号制御を行う ARC (Automatic Route Control) 装置や、西日本旅客鉄道（JR西日本）の主に単線区間では線区やダイヤにあわせて一部の PRC 機能を省いた SRC (Small scale Route Control) 装置が導入されている。